# 圣日耳曼勒纪尧姆
圣日耳曼勒纪尧姆（法語：Saint-Germain-le-Guillaume，法語發音：[sɛ̃ ʒɛʁmɛ̃ lə ɡijom]）是法国马耶讷省的一个市镇，属于拉瓦勒区。

## 地理
圣日耳曼勒纪尧姆（48°12'21"N, 0°49'31"W）面积13.23 平方千米，位于法国卢瓦尔河地区大区马耶讷省，该省份为法国西北部内陆省份，北起芒什省和奧恩省，西接伊勒-维莱讷省，南至曼恩-卢瓦尔省，东临萨尔特省。
与圣日耳曼勒纪尧姆接壤的市镇（或旧市镇、城区）包括：昂杜耶、拉比戈蒂耶尔、沙扬。
圣日耳曼勒纪尧姆的时区为UTC+01:00、UTC+02:00（夏令时）。

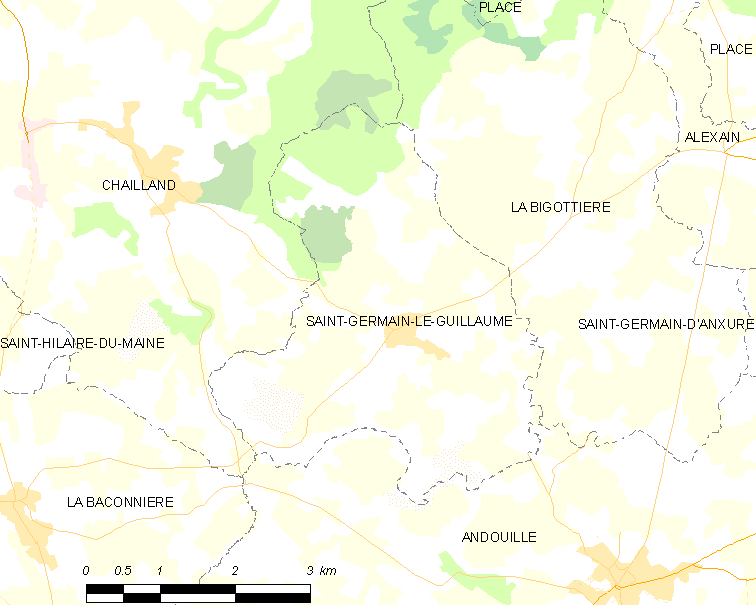
圣日耳曼勒纪尧姆的OSM定位图

## 行政
圣日耳曼勒纪尧姆的邮政编码为53240，INSEE市镇编码为53225。

## 政治
圣日耳曼勒纪尧姆所属的省级选区为埃尔内县。

## 交通
马耶讷省省道D123线、D131线和D165线在圣日耳曼勒纪尧姆交汇。

## 人口

1962-2008年间圣日耳曼勒纪尧姆人口变化图示

圣日耳曼勒纪尧姆于2022年1月1日时的人口数量为513人。